# Mark Webber (attore)
Mark Allen Webber (Minneapolis, 19 luglio 1980) è un attore, sceneggiatore e regista statunitense.

## Biografia
Webber è nato a Minneapolis, Minnesota, dove ha trascorso l'infanzia. Allevato dalla madre, Cheri Lynn Honkala, un noto avvocato per i senzatetto a Filadelfia e il candidata alla vicepresidenza del Partito Verde degli Stati Uniti alle elezioni presidenziali del 2012. Con la sola madre, a causa di difficoltà economiche hanno trascorso diversi anni senza una casa, vivendo in auto e gli edifici abbandonati, lottando per sopravvivere durante i rigidi inverni. Lui e sua madre sono stati per molti anni, e sono ancora, sostenitori e portavoce dei senzatetto. Hanno organizzato marce di protesta, aiutato a informato gli elettori, e volontari per aiutare a fornire cibo e riparo ai poveri delle città di Filadelfia e altrove.
Ha intrapreso gli studi alla High School for Creative and Performing Arts a Filadelfia. Ha debuttato come attore nel 1998, intraprendendo una carriera che lo ha visto recitare in molte produzioni indipendenti. Come attore si è distinto in vari ruoli, tra cui il film televisivo The Laramie Project, basato sull'omonima opera teatrale, dove ha interpretato uno dei killer adolescenti di Matthew Shepard, ha recitato in due film diretti da Ethan Hawke Chelsea Walls e L'amore giovane, ed è stato diretto da Woody Allen in Hollywood Ending, dove ha interpretato il figlio di Allen.
Nel 2008 debutta come regista con il lungometraggio Explicit Ills, di cui è anche interprete, sceneggiatore e produttore. Il film ha vinto tre premi al SXSW Film Festival. Il suo secondo film da regista, The End of Love, è stato presentato in concorso al Sundance Film Festival 2012.

## Vita privata
Ha avuto un figlio, Isaac Love, dall'attrice Frankie Shaw. Webber e la Shaw hanno la custodia congiunta del figlio. Il 21 dicembre 2013 ha sposato in Messico l'attrice australiana Teresa Palmer. La coppia ha avuto quattro figli; Bodhi Rain, nato nel febbraio 2014, Forest Sage, nato a dicembre 2016, Poet Lake nata il 12 aprile 2019 e Prairie Moon nata il 17 agosto 2021. Webber e la famiglia risiedono a Beachwood Canyon, comunità di Los Angeles.

## Filmografia

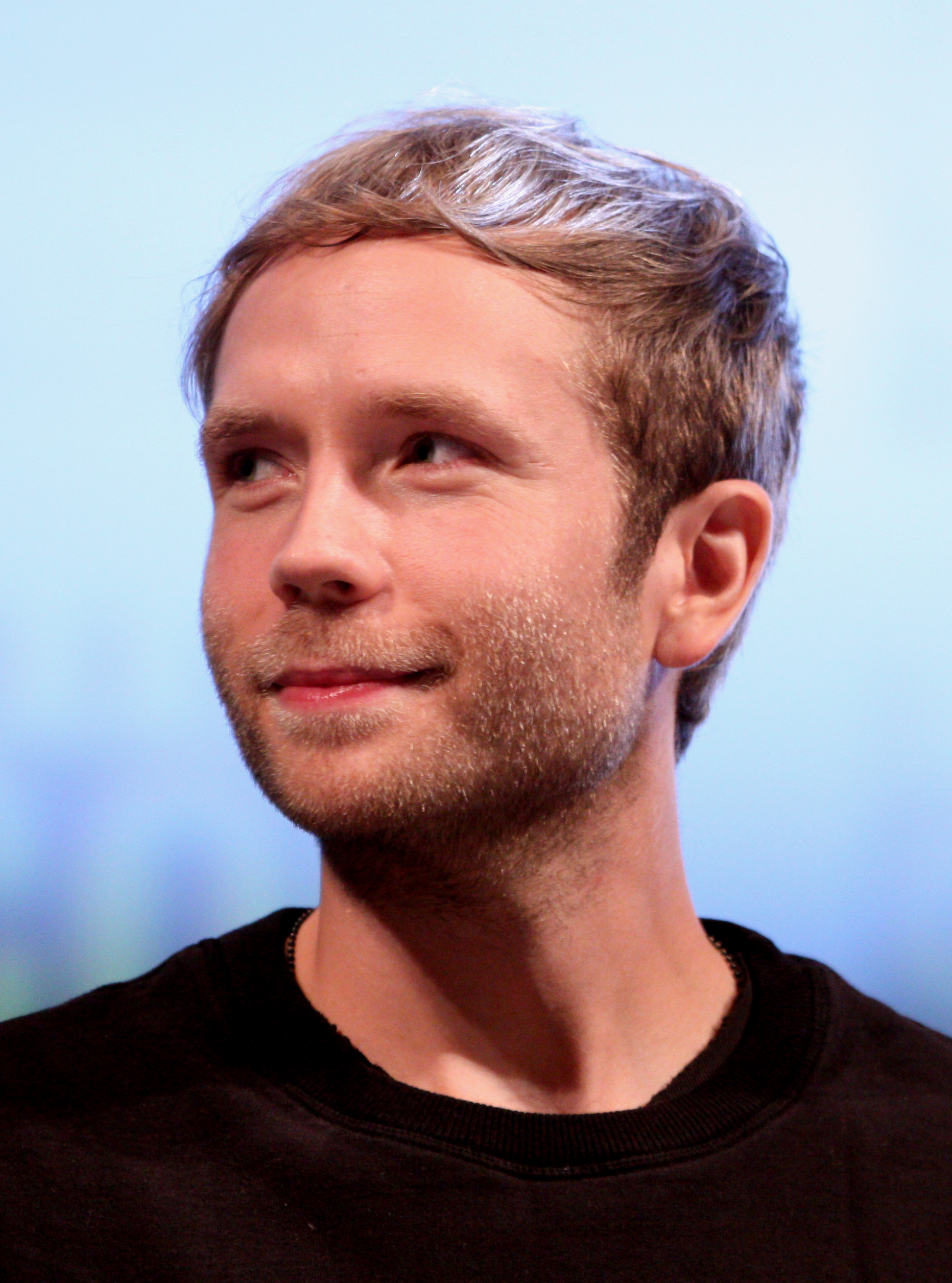
Webber al San Diego Comic-Con International nel luglio 2010

### Attore

#### Cinema
- Edge City, regia di Eugène Martin (1998)
- The Evil Within, regia di Jeffrey Bydalek (1998)
- Drive Me Crazy, regia di John Schultz (1999)
- Whiteboyz, regia di Marc Levin (1999)
- Jesus' Son, regia di Alison Maclean (1999)
- 1 km da Wall Street (Boiler Room), regia di Ben Younger (2000)
- Snow Day, regia di Chris Koch (2000)
- Animal Factory, regia di Steve Buscemi (2000)
- Chelsea Walls, regia di Ethan Hawke (2001)
- Storytelling (segmento Non-Fiction), regia di Todd Solondz (2001)
- The Rising Place, regia di Tom Rice (2001)
- Bomb the System, regia di Adam Bhala Lough (2002)
- People I Know, regia di Daniel Algrant (2002)
- Hollywood Ending, regia di Woody Allen (2002)
- Dear Wendy, regia di Thomas Vinterberg (2004)
- Winter Solstice, regia di Josh Sternfeld (2004)
- Broken Flowers, regia di Jim Jarmusch (2005)
- L'amore giovane (The Hottest State), regia di Ethan Hawke (2006)
- Just Like the Son, regia di Morgan J. Freeman (2006)
- The Memory Thief, regia di Gil Kofman (2007)
- The Good Life, regia di Steve Berra (2007)
- Weapons, regia di Adam Bhala Lough (2007)
- Explicit Ills, regia di Mark Webber (2008)
- Good Dick, regia di Marianna Palka (2008)
- Life Is Hot in Cracktown, regia di Buddy Giovinazzo (2009)
- Shrink, regia di Jonas Pate (2009)
- Scott Pilgrim vs. the World, regia di Edgar Wright (2010)
- The Lie, regia di Joshua Leonard (2011)
- Le squillo della porta accanto (For a Good Time, Call...), regia di Jamie Travis (2012)
- Save the Date, regia di Michael Mohan (2012)
- The End of Love, regia di Mark Webber (2012)
- Goodbye World, regia di Denis Hennelly (2013)
- 13 peccati (13 Sins), regia di Daniel Stamm (2014)
- The Ever After, regia di Mark Webber (2014)
- Oscure presenze (Jessabelle), regia di Kevin Greutert (2014)
- Dimmi quando (Laggies), regia di Lynn Shelton (2014)
- Happy Christmas, regia di Joe Swanberg (2014)
- Green Room, regia di Jeremy Saulnier (2015)
- Uncanny, regia di Matthew Leutwyler (2015)
- Antibirth, regia di Danny Perez (2016)
- The Scent of Rain and Lightning, regia di Blake Robbins (2017)
- Inheritance, regia di Laura E. Davis e Jessica Kaye (2017)
- Flesh and Blood, regia di Mark Webber (2017)
- Don't Worry (Don't Worry, He Won't Get Far on Foot), regia di Gus Van Sant (2018)
- The Place of No Words, regia di Mark Webber (2019)
- Clover, regia di Jon Abrahams (2020)
- Trigger Warning, regia di Mouly Surya (2024)

#### Televisione
- The Laramie Project – film TV, regia di Moisés Kaufman (2002)
- Medium – serie TV, 1 episodio (2010)
- Regali e segreti (Gift of the Magi) – film TV, regia di Lisa Mulcahy (2010)

### Doppiatore
- Scott Pilgrim - La serie (Scott Pilgrim Takes Off) - serie animata (2023)

### Produttore
- Bomb the System, regia di Adam Bhala Lough (2002)
- Weapons, regia di Adam Bhala Lough (2007)
- Explicit Ills, regia di Mark Webber (2008)
- The End of Love, regia di Mark Webber (2012)
- The Ever After, regia di Mark Webber (2014)
- Inheritance, regia di Laura E. Davis e Jessica Kaye (2017)
- Flesh and Blood, regia di Mark Webber (2017)
- The Place of No Words, regia di Mark Webber (2019)

### Regista
- Explicit Ills (2008)
- The End of Love (2012)
- The Ever After (2014)
- Flesh and Blood (2017)
- The Place of No Words (2019)

### Sceneggiatore
- Explicit Ills, regia di Mark Webber (2008)
- The Lie, regia di Joshua Leonard (2011)
- The End of Love, regia di Mark Webber (2012)
- The Ever After, regia di Mark Webber (2014)
- Flesh and Blood, regia di Mark Webber (2017)
- The Place of No Words, regia di Mark Webber (2019)

## Doppiatori italiani
Nelle versioni in italiano delle opere in cui ha recitato, Mark Webber è stato doppiato da:
- David Chevalier in Dimmi quando, Animal Factory, Scott Pilgrim vs. the World
- Nanni Baldini in Le squillo della porta accanto
- Emiliano Coltorti in Oscure presenze
- Davide Perino in L'amore giovane
- Mauro Gravina in People I Know
- Marco Vivio in Broken Flowers
- Francesco Pezzulli in Medium
- Francesco Sechi in Don't Worry
- Simone D'Andrea in Trigger Warning